# Hulsterhof
De Hulsterhof is een van oorsprong omgrachte monumentale boerderij met binnenplaats in de Nederlandse plaats Venlo.

## Herkomst naam
In het verleden werden de namen Hulsfort,  Hulsforthof en Hulsfoirt gebruikt. Waarschijnlijk duidt dit op een doorwaardbare plaats (fort, foirt = voorde) bij een bos (hulst, hölst, holt).

## Geschiedenis
De hoeve werd in 1385 voor het eerst genoemd. De hoeve is waarschijnlijk in de 14e eeuw gebouwd als een zogenaamde ontginningsboerderij. In 1385 was de Hulsterhof in het bezit van Godert van Steenbergen en zijn vrouw Catharina van Wylre. Na zijn overlijden, kort na 1385, hertrouwt zijn weduwe met Godart van Nyvenheim. Leden van de familie Van Nyvenheim waren gedurende een lange periode eigenaren van de hoeve. De laatste telg van deze familie, Nicolaas van Nyvenheim (±1460–1542), pastoor van Kaldenkerken, schonk in 1541 zijn bezittingen aan de 'Tafel van de Heilige Geest' de instelling voor armenzorg in Venlo. De opbrengst werd tot in de 21e eeuw bestemd voor de armenzorg, in latere tijden verzorgd door de rechtsopvolger van de 'Tafel van de Heilige Geest', het roomskatholieke hulpverleningsfonds.
Rond 1760 werd de hoeve door een brand verwoest, maar werd daarna weer opgebouwd. Het gerenoveerde woonhuis draagt het ankerjaar 1769.
De gevreesde bendeleider Hulster Heinke voerde met zijn bende hun criminele activiteiten uit in het gebied rond de Hulsterhof. Toen Hulster Heinke een keer werd achtervolgd en een schotwond opliep, vluchtte hij naar de hoeve waar hij zich verstopte. De boer verraadde hem waarna Hulster Heinke kon worden opgepakt.

## Situatie in de 21e eeuw
De monumentale hoeve wordt omsloten door huizen en bedrijven. De brandweerkazerne van Venlo grenst aan de westzijde van het pand; aan de andere zijde staat een hoog kantoorpand. Aan de noordzijde ligt een bedrijvenpark waaraan de A73 aan de hoeve voorbijloopt.
Iets noordelijker ligt het aan de boerderij refererende College Den Hulster.